# Антокольский переулок
Антоко́льский переулок — улица в Невском районе Санкт-Петербурга. Проходит от проспекта Александровской Фермы до Тихой улицы вдоль северо-восточной границы Преображенского еврейского кладбища.

## История

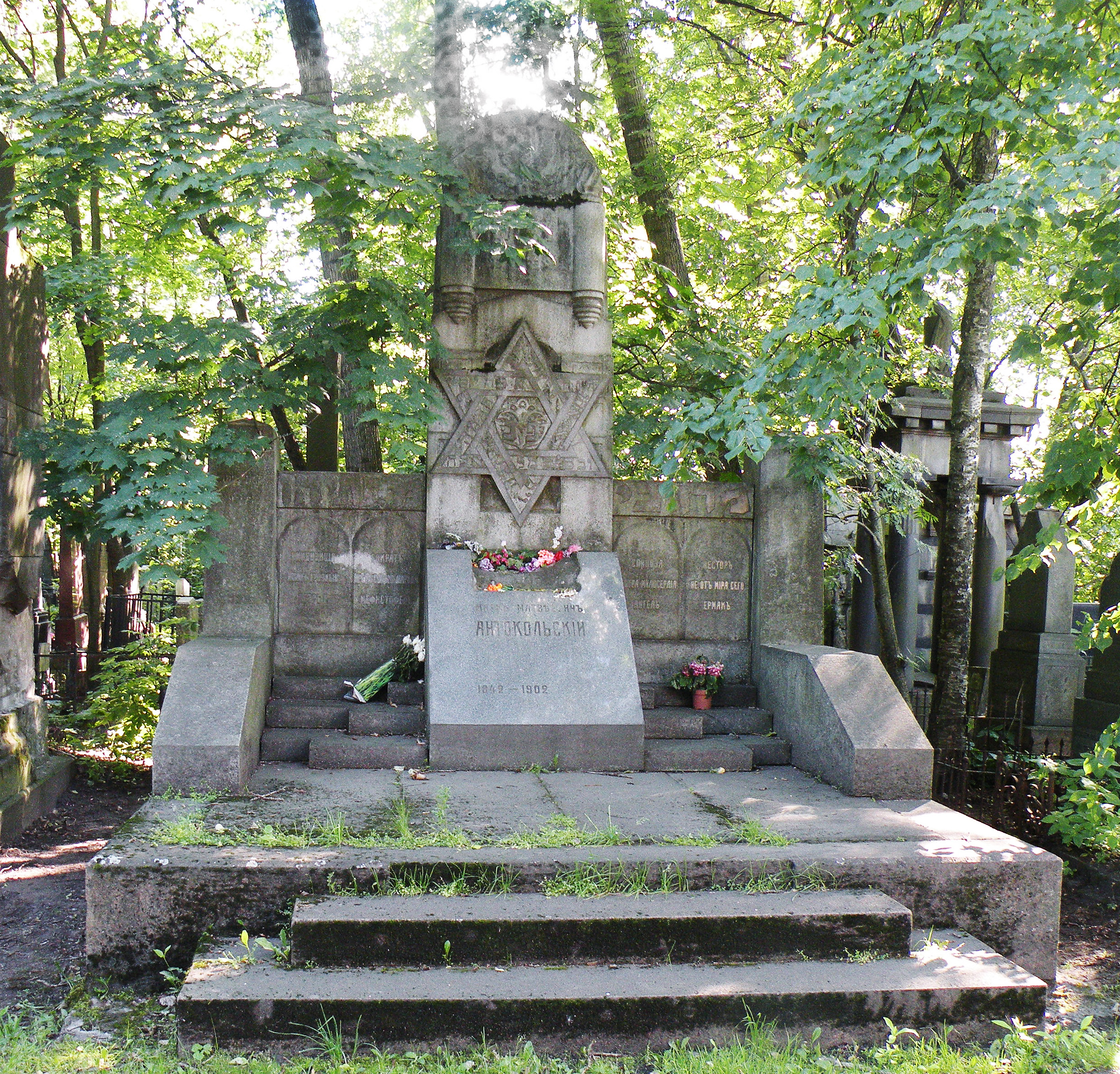
Могила М. М. Антокольского

Название переулку присвоено по инициативе краеведа Алексея Шишкина. 28 октября 2015 года Топонимическая комиссия Санкт-Петербурга одобрила его предложение, а 31 января 2017 года переулок официально был назван в честь выдающегося российского скульптора Марка Матвеевича Антокольского (1843—1902), который похоронен на Преображенском кладбище.
В 2022 году после проверки, проведённой по инициативе местного жителя, прокуратура подала иск в суд с заявлением о понуждении администрации Невского района обеспечить принятие на учёт Антокольского переулка, который официально не являлся частью региональной автомобильной дороги и по этой причине не ремонтировался.

## Достопримечательности
- Преображенское еврейское кладбище